# GRP
GRP eller Gross Rating Point är det vanligaste måttet på hur många som har exponerats av en viss tv-reklam. 1 GRP innebär att en procent av målgruppen har sett reklamen en gång. 250 GRP kan till exempel innebär att 50 % av målgruppen har sett reklamen fem gånger, men lika gärna att 10 % av målgruppen har sett reklamen 25 gånger.
Ibland baseras betalningen för reklamtid till tv-bolagen på GRP, till exempel genom att tv-bolaget sänder så många reklamspottar som krävs för att sammanlagd GRP enligt tittarmätningarna ska ha uppnått ett visst värde.